# Фортифікації підміських монастирів Львова

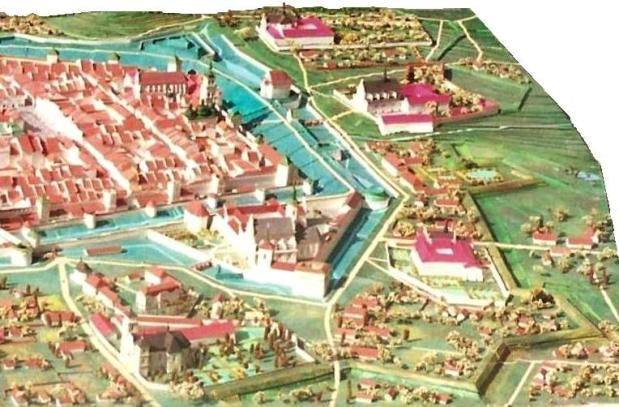
Укріплені підміські монастирі і четверта лінія оборони на фрагменті панорами Львова середини XVIII ст. Качора І. В.

Фортифіка́ції підміськи́х монастирі́в Льво́ва в основному були сформовані протягом XVII ст. і складались з укріплень семи католицьких монастирів.

## Кляштор бенедиктинок
Першим мурованим монастирем безпосередньо біля міських мурів став кляштор бенедиктинок, закладений з дерева весною 1596 р., забудова якого згоріла наступного року. Кляштор освятили у жовтні 1599 р., а його оборонний костел мав мури товщиною у 3 метри. Кляштор і костел знову вигоріли 1623 р. і при відбудові їх розбудували. Кляштор обвели оборонним муром з бійницями з ровом. Браму кляштору з флангів прикривали бастіони. Значна частина мурів збереглась від вулиці Лева, у дворі школи № 19.

## Кляштор кларисок

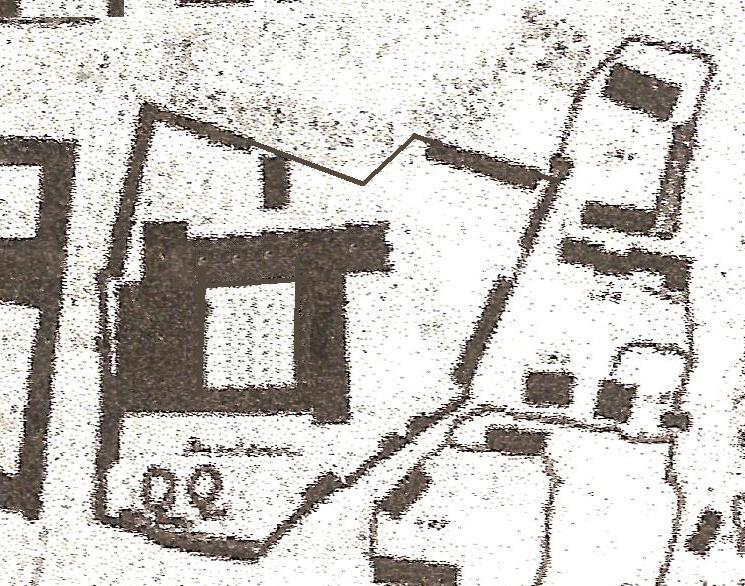
Схема укріплень монастиря на плані 1777 фон Губера

Фортифікації кляштору кларисок почали зводити на початку XVII ст. одночасно з будівництвом мурованого костелу і кляштору. Фортифікації складались з оборонного муру з бійницями, що мав форму багатокутника. З напольної сторони мур мав заломи по типу затокової системи оборони. Кляштор здобули 27 вересня 1672 р. яничари, надалі обстрілюючи з мурованих будівель, вежі костелу місто. Після зняття облоги міста вежу костелу розібрали, а фортифікації кляштору більше не відіграли ніякої ролі в історії міста.

## Кляштор бернардинців

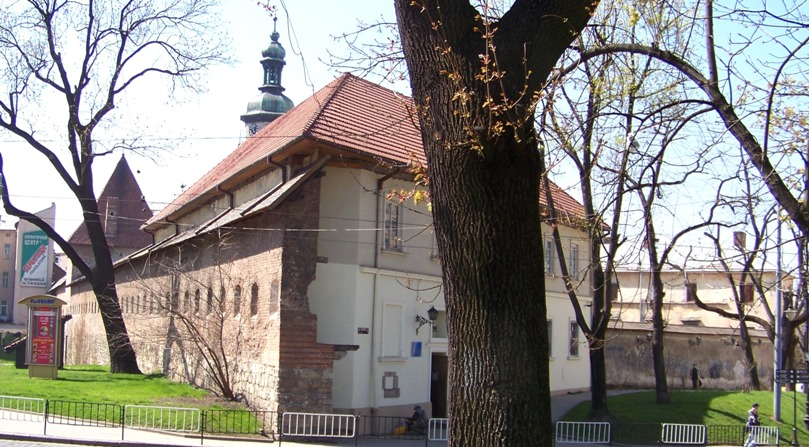
Оборонний мур кляштору бернардинців (зліва), примурований до ескарпового муру міського валу (справа)

Фортифікації кляштору бернардинці на пластичній панорамі Львова Качора І. В.

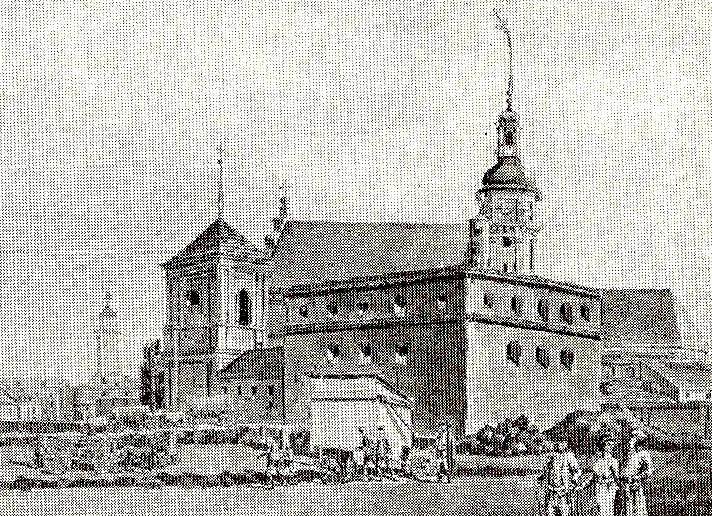
Бастея Бернардинка перед розбиранням на акварелі Вейніга 1795 року

Кляштор бернардинців наприкінці XVI ст. ще оточував паркан висотою у людський зріст. Спорудження потужних фортифікацій було основною умовою дозволу на будівництво мурованого костелу і кляштору. План фортифікацій розробила спеціально прислана королем комісія. Згідно із затвердженим королем Сигізмундом ІІІ Васа планом монастир повинен був займати територію у вигляді трикутника, основу якого становив міський вал поміж барбаканом Галицької брами і Королівською баштою, а вершиною мала стати потужна Бернардинська бастея, яку ще необхідно було спорудити. До 1618 року збудували східний відрізок муру з Глинянською вежею, у якій знаходилась брама кляштору з висувним мостом. Спеціальна королівська комісія 1621 р. вимагала від ченців обладнати новий в'їзд до монастиря, який могла б прикривати своїм вогнем міська артилерія; замурувати браму у Глинянській вежі; примурувати монастирські мури до міських. Значних зусиль вимагало риття рову навколо кляштору. Для прискорення завершення будівництва 1637 р. король дозволив скоротити протяжність західного відрізку муру, який був заломлений у північному напрямку до башти Струмилів. Таким чином відпала необхідність в засипанні значної частини зовнішнього міського рову від башти Струмилів до барбакану Галицької брами та риття відповідного рову навколо монастирських мурів. Згодом для прикриття нової брами монастиря насипали у рові земляний т. зв. Шведський равелін. Загалом будівництво тривало майже 40 років. Висота східного відрізку муру доходила до 1О м при товщині 1,7 м. Навколишній рів при ширині близько 20 м мав глибину від 4 до 6 метрів. Давніша Королівська башта (діаметр 23 м) була посилена земляним шанцем, насипаним згори над її казематами, де в разі потреби розміщувались гармати міської артилерії. Вища на один ярус від прилеглого муру Бернардинська бастея була чи не наймогутнішим укріпленням міста з стінами товщиною 2-3 м та 26 бійницями, призначеними для гармат. Мур кляштору бернардинців значно потерпів від артилерії турків 1672 р. Він був настільки пошкоджений, що 1674 р. його довелось майже заново перемуровувати та насипати новий вал навколо кляштору. Під час захоплення міста 6 вересня 1704 р. шведами гарнізон монастиря бернардинців і обслуга Королівської башти, атаковані з сторони міського валу і міста, здались без опору. Збереглось майже все прясло муру кляштору поміж бастеями Королівською і Бернардинкою з Глинянською вежею, у якій у 1970-х роках поновили прохід.

## Кляштор кармелітів босих

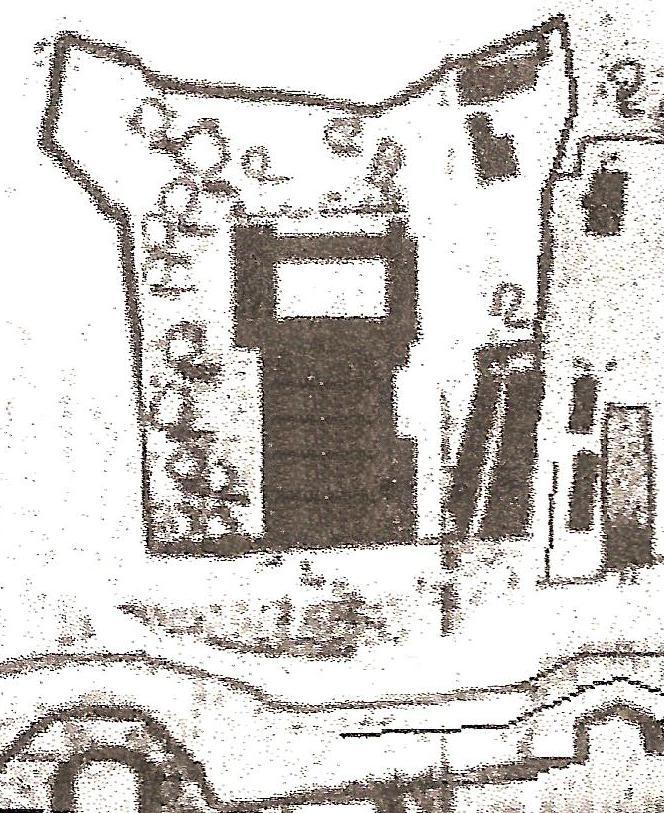
Укріплення монастиря на карті 1777 фон Губера

Кляштор кармелітів босих св. Михаїла заклали 1634 у саді Галіновських на горі понад містом, до перших будівель якого ченці перебрались 1642 р. Через 6 років ще незавершений кляштор захопили і знищили козаки. До 1660-х років були завершені муровані бастіони згідно з вимогами новоіталійської фортифікаційної школи, власний арсенал. Лише з східної сторони знаходився вигідний підхід до фортифікацій, а з трьох сторін їх надійно прикривали стрімкі схили пагорбу. Умова дозволу на спорудження кляштору про примурування його фортифікацій до третьої лінії оборони міста ніколи не була виконана. Та дивним чином потужні фортифікації не перешкодили не надто чисельному загону спішених шведських драгун без підтримки артилерії у вересні 1704 р. захопити кляштор і за ним місто. На відміну від кляштору бернардинців оборонні муру кляштору кармелітів босих майже повністю збереглись, але вони частково закриті житловою забудовою. Укріплення добре проглядаються від вулиці Просвіти і частково від вулиці Лисенка.

## Кляштор реформаторів
Закладені 1630 р. дерев'яні будівлі кляштору реформаторів згоріли 1648 р. при облозі козаків. Муровані будівлі розпочали зводити 1656 р. і завершили через десять років. Одночасно кляштор обвели оборонним муром, який просто охоплював володіння ченців і не мав чітко спланованої конфігурації. З півночі кляштор захищав Високий замок і стрімка Замкова гора, із заходу простягались мури кляштору бенедиктинок, з півдня укріплення міста. Під час будівельних робіт 1885 р. у давній криниці у дворі монастиря виявили систему підземних ходів, що розходилась від неї у напрямку до замку, міста, монастирів. Частина мурів монастиря реформаторів дійшла до нашого часу.

## Кляштор кармеліток босих
Будівництво кляштору кармеліток босих розпочалось 1642 р, але вся забудова була знищена в час облог міста 1648 і 1655 років. Відбудову кляштору розпочали 1661 р., але її зупинила нова турецька облога 1672 р., яка показала, що при регулярній облозі міста найкращим захистом монастиря є його розміщення, що не сприяє штурму через форму рельєфу. З півночі йшов глибокий яр з потічком і розпочинався стрімкий схил Замкової гори, увінчаної Високим замком, а з півдня під мурами йшов стрімкий схил до узвозу з потічком, за яким знаходились потужні фортифікації монастиря кармелітів босих Св. Михаїла. Кляштор, відбудований протягом 1683—1692 років, був обведений оборонним муром, який жодного разу не був застосований по прямому призначенню.

## Кляштор кармелітів взутих

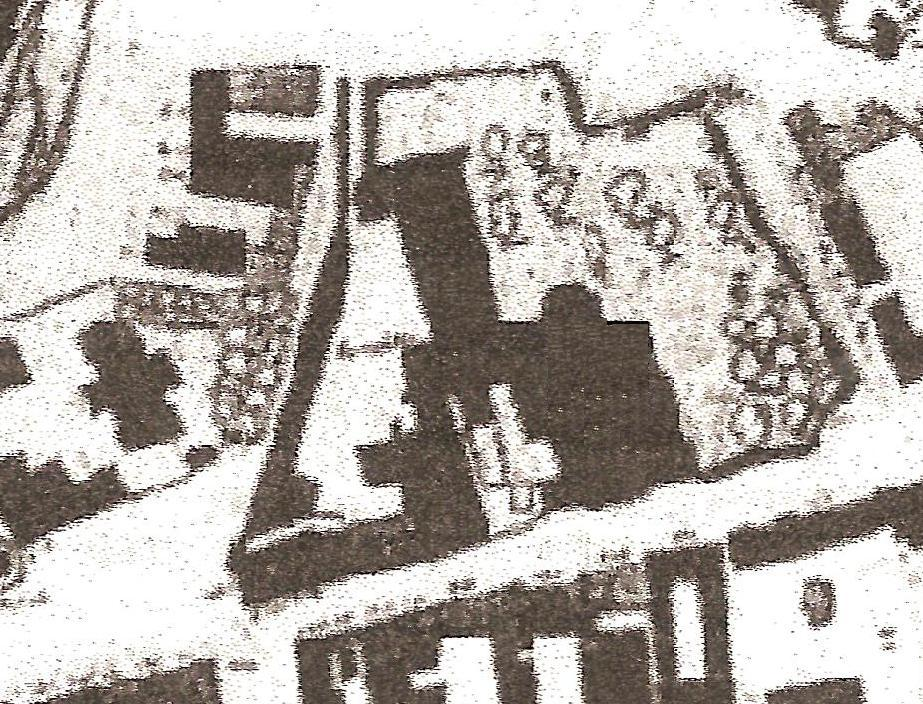
Укріплення монастиря на карті фон Губера

Кляштор кармелітів взутих Св. Леонарда закладали у декілька етапів у XV ст. і XVII ст., причому першочергове зведення мурованих фортифікацій було основною умовою (1624) ймовірного надання дозволу магістрату на будівництво мурованого кляштору і костелу. Зведені фортифікації (1630/40-і роки), що складались з оборонного муру і рову, належали до зовнішнього обводу міських укріплень. Із західної сторони доступу до кляштору заважала болотиста долина річки Полтви, підходи до східного прясла оборонного муру з флангу могли прикрити стрільбою з укріплень бернардинського кляштору і бастеї Бернардинки. У північно-східному наріжнику укріплень знаходився в'їзд до брами кляштору, що йшов поміж двох мурів. Профіль оборонного муру мав декілька заломів, що дозволяло прикривати стрільбою з флангу прилеглу ділянку муру. Під час облоги 1648 р. козаки 9 жовтня взяли штурмом кляштор завдяки допомозі переміщанина, який показав підходи до нього. При захопленні міста у вересні 1704 р. шведами Карла ХІІ залп гармат з Бернардинки примусив здатись його захисників. При штурмах міста Барськими конфедератами 1769 р. основні бої точились навколо кляштору кармелітів взутих, який значно потерпів. Оборонний мур кляштору завершили розбирати на початку XIX ст.

## Четверта лінія оборони Львова

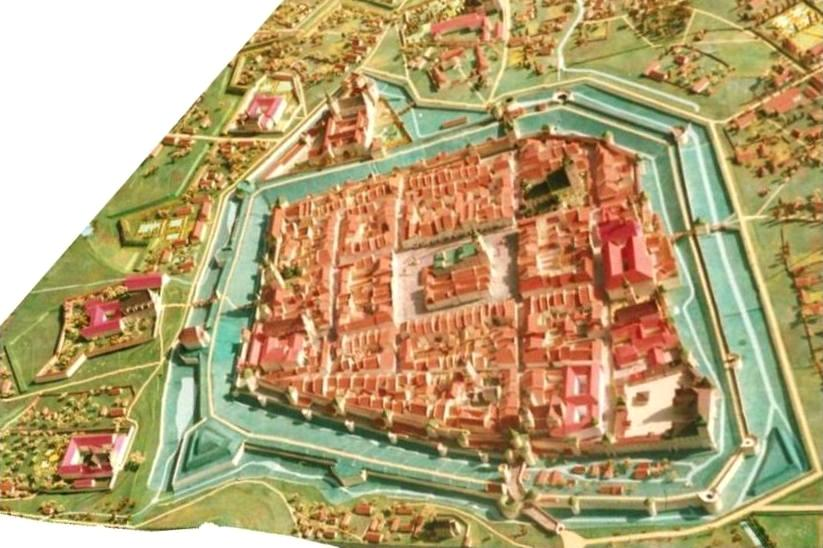
Лінії оборони Львова на пластичній панорамі міста середини XVIII ст. Качора І. В.

Протягом XVII ст. у Львові відбулось декілька невдалих спроб по охопленні передмість зовнішньою лінією модерних бастіонних фортифікацій. Перешкодою у здійсненні проектів був перш за все брак коштів, оскільки міщанам королівського міста Львова пропонувалось вести будівництво за свої кошти і своїми зусиллями без видимої допомоги держави. Також вирішальний вплив на ситуацію мали три облоги Львова, що відбулись у третій чверті XVII ст. Лише через реальну загрозу повторення турецького вторгнення Ян ІІІ Собеський наказав приступити до зведення четвертої лінії оборони міста. Розроблений комендантом міста Яном Беренсом (1674) проект земляних бастіонних фортифікацій згідно з канонами староголандської і новоголандською систем не був настільки масштабним, як давніші. Зведена у 1678—1682 роках лінія бастіонних укріплень (лінія Беренса) у значній мірі опиралась на фортифікації підміських кляшторів, проходячи неподалік від укріплень кляшторів кармелітів босих, кларисок і кармелітів взутих. Більшість залишків цієї лінії оборони були знищеші протягом останніх 30 років. Після завершення будівництва лінії Беренса було остаточно сформовано чотири оборонні лінії Львова, які до кінця XVIII ст. поетапно стали розбирати.